# Daniel Piorkowski
Daniel Piorkowski (ur. 12 stycznia 1984 w Melbourne) – australijski piłkarz pochodzenia polskiego.

## Wyróżnienia
Melbourne Victory:
- A-League: 2006-2007
- Grand Final: 2006-2007